# Rolf Edling
Rolf Erik Sören Edling (ur. 30 listopada 1943 w Mumbaju) – szwedzki szpadzista, złoty medalista olimpijski i wielokrotny medalista mistrzostw świata.
Na igrzyskach olimpijskich w Meksyku w 1968 roku zajął dziewiąte miejsce w zawodach drużynowych. Na rozgrywanych cztery lata później igrzyskach olimpijskich w Monachium był siódmy drużynowo i piąty indywidualnie. Podczas igrzysk olimpijskich w Montrealu w 1976 roku reprezentacja Szwecji w składzie: Carl von Essen, Hans Jacobson, Rolf Edling, Leif Högström i Göran Flodström zwyciężyła w rywalizacji drużynowej. W zawodach indywidualnych był tym razem szósty. Brał też udział w igrzyskach olimpijskich w Moskwie w 1980 roku, zajmując indywidualnie czwarte miejsce; walkę o medal przegrał z Francuzem Philippe'em Riboudem. W zawodach drużynowych Szwedzi zajęli piąte miejsce. 
Podczas mistrzostw świata w Hawanie w 1969 roku wspólnie z Hansem Jacobsonem, Carlem von Essenem, Orvarem Jönssonem i Larsem-Erikiem Larssonem zdobył brązowy medal w zawodach drużynowych. W tej samej konkurencji reprezentanci Szwedzi z Edlingiem w składzie zdobywali następnie złote medale na mistrzostwach świata w Grenoble (1974), mistrzostwach świata w Budapeszcie (1975) i mistrzostwach świata w Buenos Aires (1977) oraz brązowe na mistrzostwach świata w Wiedniu (1971) i mistrzostwach świata w Hamburgu (1978). Ponadto zdobył cztery medale w rywalizacji indywidualnej: złote na mistrzostwach świata w Göteborgu (1973) i mistrzostwach świata w Grenoble (1974), srebrny podczas mistrzostw świata w Buenos Aires (1977) oraz brązowy na mistrzostwach świata w Wiedniu (1971).
Trzy razy był mistrzem Szwecji (1975, 1976 i 1977).
W 1973, po zdobyciu pierwszego tytułu mistrza świata, został uhonorowany nagrodą Svenska Dagbladets guldmedalj.